# Air Gabon
Pour les articles homonymes, voir AGN.
La meilleure solution
Air Gabon (code AITA : GN, code OACI : AGN) fut de 1977 à 2005 la compagnie aérienne nationale gabonaise.
Air Gabon est devenu en 2006 Air Gabon International, à la suite de la signature d'un pacte d'actionnaires entre le Groupe Royal Air Maroc et l'État du Gabon. Cependant ce projet de partenariat n'a pas réussi à se concrétiser, à cause de visions économiques opposées entre les deux parties. Composée d'une flotte de 5 appareils, elle desservait une multitude de destinations en Afrique, Europe et au Moyen-Orient depuis sa base de Libreville.

## Histoire
Air Gabon a été fondé en 1951 en tant que Compagnie Aérienne Gabonaise, avec des vols régionaux à l'aide d'avions Beechcraft DeHavilland. Elle est devenue le porte-drapeau national en 1968, puis a été rebaptisée Transgabon.
La Compagnie nationale Air Gabon a été créée en mai 1977, après que le Gabon se fut retiré du consortium Air Afrique en décembre 1976. La nouvelle compagnie aérienne a été formée à partir du noyau de la Société Nationale Transgabonais dont le mandat était d'opérer des long-courriers internationaux de Libreville. À l'époque de la fondation de la compagnie, la flotte se composait de trois Fokker F-28, deux Douglas DC-6, un Douglas DC-4, un de Havilland Canada DHC-5 Buffalo, et une Sud-Aviation Caravelle. La propriété de la compagnie aérienne a été partagée entre le gouvernement gabonais (70 %) et Sofepag (30 %), une compagnie associée par ailleurs à Air France.
En avril 1977, la compagnie a passé une commande pour un Boeing 747-200 et Boeing 737-200, pour un coût d'environ 55 000 000 de dollars américains. En 1978, le président du Gabon Omar Bongo a donné à la compagnie aérienne de transport son avion personnel, un Fokker F-28. Le 5 octobre, un Boeing 747 nommé « Président Léon Mba » est arrivé dans le cadre de l'accord de location avec équipage signé l'année précédente. Le 26 février 1979, un appareil de la compagnie aérienne Douglas DC-6 s'est écrasé dans un marécage à 11 km de Moanda, tuant les trois occupants de l'avion[réf. nécessaire].
Le DC-6 et DC-4 ont été remplacés en 1979 par deux turbopropulseurs Vickers Vanguard, et le réseau international a été étendu à Marseille, Nice, Paris et Rome. Au niveau régional, Air Gabon a été exploité dans dix pays africains, et a servi 26 destinations sur son réseau domestique. La compagnie aérienne a loué et affrété différents avions monomoteurs au début des années 1980 pour exploiter des services vers des destinations nationales et en 1982, un CASA C-212 Aviocar a été exploité par la compagnie aérienne durant un court laps de temps. La compagnie aérienne a commandé un Lockheed L-100-30 Hercules en 1984 après qu'elle eut reçu un prêt de la Banque d'Import-Export, qui, lorsqu'il fut livré fin 1985, a remplacé le Vickers Vanguard.
En 1986, la compagnie aérienne a subi des efforts de recapitalisation, qui a vu augmenter la participation du gouvernement à 80 %, avec une part de la Sofepag française à 20 %. En 1989, la compagnie aérienne a acquis un Fokker 100 et en 1993, deux ATR 72 ont été commandés pour remplacer les Fokker F28. La compagnie aérienne a commencé ses dessertes vers Johannesburg en Afrique du Sud à la fin 1993. En 1996, la compagnie aérienne avait commencé des dessertes directes vers Londres avec le Boeing 747 Combi, et son réseau international couvrait les destinations de Libreville à Abidjan, Bamako, Bangui, Cotonou, Dakar, Douala, Genève, Kinshasa, Johannesburg, Lagos, Lomé, Malabo, Marseille, Nice, Paris, Pointe-Noire et Rome.
Le premier vol de la compagnie a décollé de Libreville pour Lomé et Abidjan. Le lancement des services internationaux de Libreville suivent, avec l'inauguration d'un vol régulier pour Paris avec une flotte se composant de deux Fokker F28s, un Boeing 737-200 et un Boeing 747-200. Air Gabon relie Paris en décembre 2004 avec son Boeing 767-200. En mars 2006, Air Gabon a été fermé pour cause de faillite. À la suite, le lancement d'un nouveau transporteur national gabonais en tant que coentreprise avec Royal Air Maroc, sous le nom de Air Gabon international, était prévu, mais ne s'est jamais matérialisé.

## Flotte

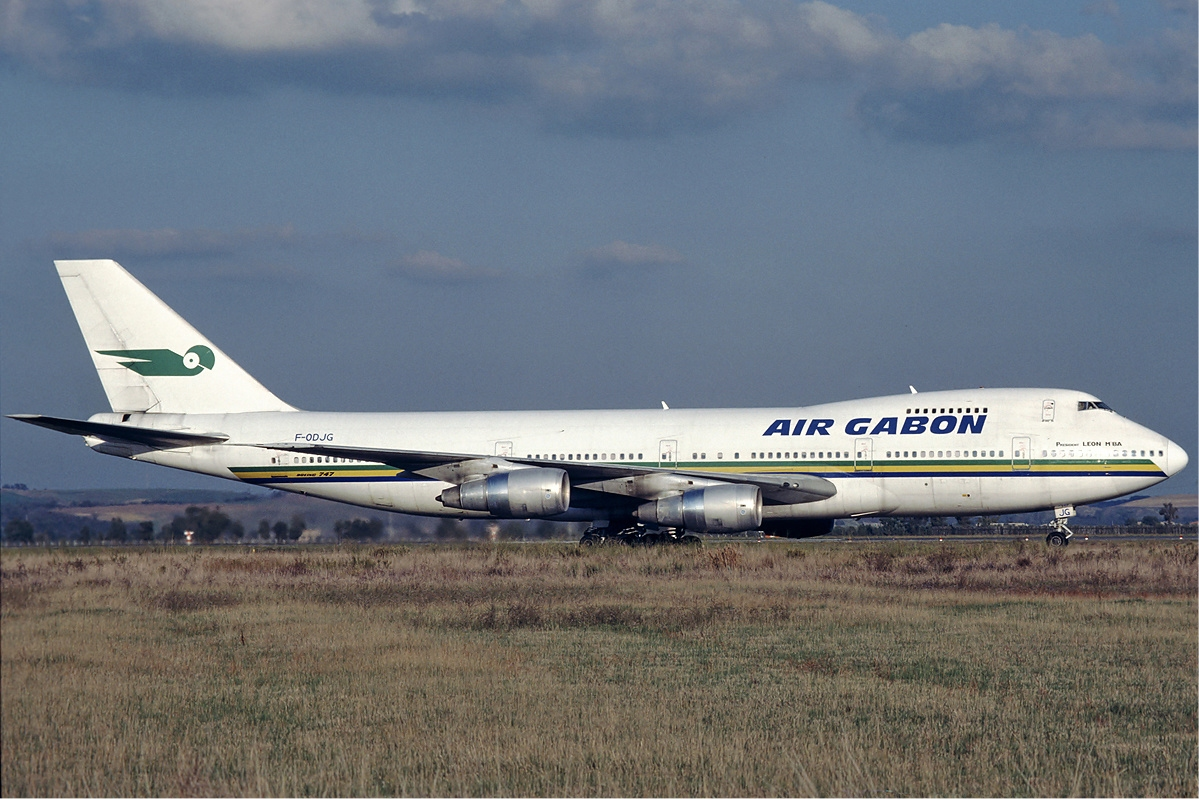
Boeing 747 d'Air Gabon
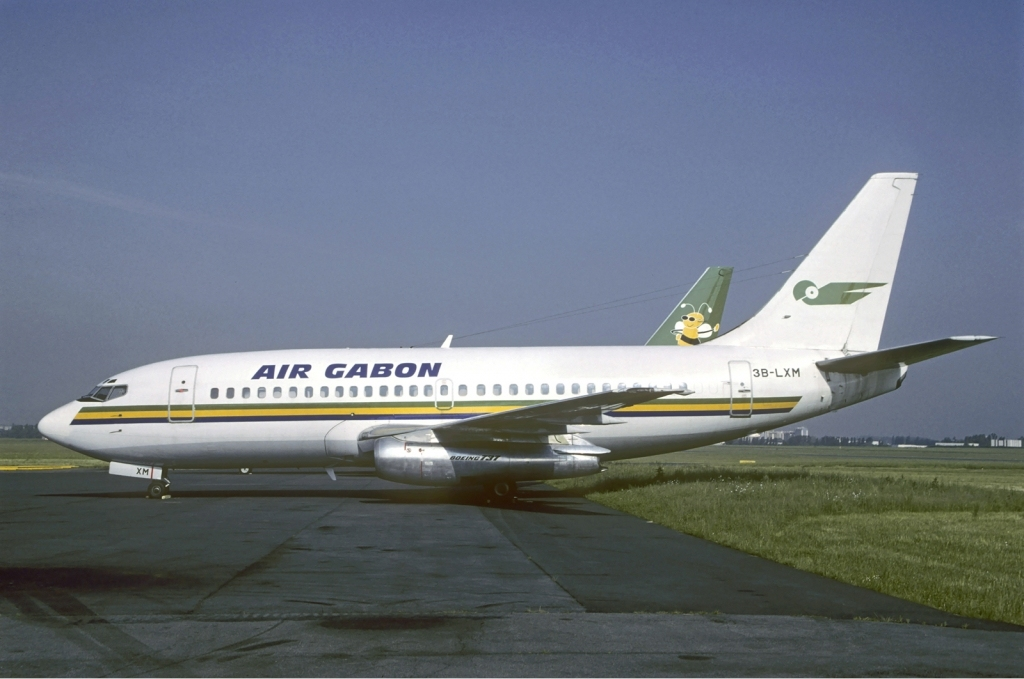
Boeing 737
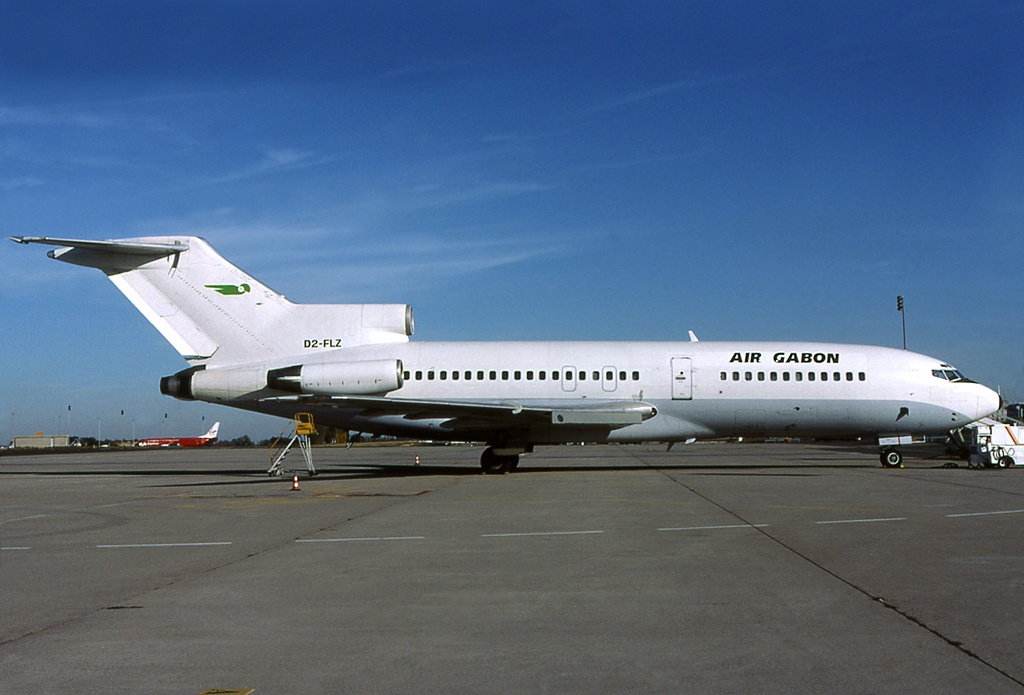
Boeing 727

## Destinations
La compagnie desservait 17 destinations à travers l'Europe, l'Afrique et le Moyen-Orient. Tous ces vols étaient opérés par des équipages et appareils d'Air Gabon.

### Europe
Les destinations européennes constituaient le trafic long courrier d'Air Gabon, avec un taux de remplissage élevé.
| Pays   | Ville     | Aéroport                | Appareil   | N°de vol      | Type et fréquences               | Durée                |
| ------ | --------- | ----------------------- | ---------- | ------------- | -------------------------------- | -------------------- |
| France | Paris     | Paris-Charles-de-Gaulle | Boeing 747 | GN600 / GN610 | 3x/semaine (M-V-D), non stop     | 6h45 min             |
| France | Marseille | Marseille-Provence      | Boeing 747 | GN660         | 1x/semaine (J), 1 stop Paris CDG | 7h45 min avec escale |

### Gabon
- Libreville (Hub)

| Pays  | Ville       | Aéroport                              | Appareil   | N°de vol | Type et fréquences    | Durée    |
| ----- | ----------- | ------------------------------------- | ---------- | -------- | --------------------- | -------- |
| Gabon | Franceville | Aéroport international Omar Bongo     | Boeing 737 | GN470    | 6x/semaine, non stop  | 1h       |
| Gabon | Port-Gentil | Aéroport international de Port-Gentil | ATR 42     | GN325    | 7x/semaine, non stop  | 30 min   |
| Gabon | Oyem        | Aéroport d'Oyem                       | ATR 42     | GN420    | 6x/semaine, non stop  | 35 min   |
| Gabon | Tchibanga   | Aéroport de Tchibanga (en)            | ATR 42     | GN401    | 3x/semaine, non stop  | 50 min   |
| Gabon | Koulamoutou | Aéroport de Koulamoutou-Mabimbi       | ATR 42     | GN410    | 2x/semaine via Mouila | 1h35 min |
| Gabon | Mouila      | Aéroport Raphael Boubala              | ATR 42     | GN410    | 3x/semaine, 1 stop    | 1h35 min |

### Afrique
- Cameroun - Douala

GN130

Appareil : Boeing 737
- Afrique du Sud - Johannesburg

Appareil : Boeing 767
- Nigeria - Lagos

2x/ semaine

GN128, GN122 (jeudi)

Appareil : Boeing 737
- Côte d'Ivoire - Abidjan

GN128, GN122 (jeudi) via Lagos

Appareil : Boeing 737
- République du Congo

- Brazzaville, appareil : Boeing 737
- Pointe Noire, appareil : Boeing 737
- Guinée équatoriale - Malabo

Appareil : Boeing 737

### Moyen-Orient
- Émirats arabes unis - Dubai

Terminal 1, concourse 1

Appareil : Boeing 767

## Services à bord
La compagnie proposait trois classes sur tous ses vols internationaux, deux classes sur ses vols régionaux et une classe unique sur son ATR 42 pour le réseau intérieur (à l'exception de Franceville).

### La Première classe
Code : F

La Première classe était disponible sur le Boeing 747 et Boeing 767 en configuration 2-2-2 équipé chacun d'un système personnel de divertissement. Le menu était essentiellement composé de plats typiques du Gabon et, à certaines périodes, des mets occidentaux étaient proposés. Au sol, les passagers de la Première bénéficiaient de services privilégiés tel que l'embarquement prioritaire, une franchise bagage de 45 kg et des restrictions moins importante pour les bagages cabine.